# Adonisea ochreifascia
Adonisea ochreifascia là một loài bướm đêm trong họ Noctuidae.